# Tottori
Tottori (japanska: 鳥取市, Tottori-shi) är residensstad i Tottori prefektur i regionen Chugoku på sydvästligaste Honshu i Japan, belägen vid kusten till Japanska havet.  De viktigaste näringarna är elektronisk och metallurgisk industri. Staden är känd för sina sanddyner. Den fick stadsrättigheter 1889 och har sedan 2005 
status som speciell stad (japanska: 特例市?, Tokureishi) enligt lagen om lokalt självstyre.